# Portet-sur-Garonne
Portet-sur-Garonne – miejscowość i gmina we Francji, w regionie Oksytania, w departamencie Górna Garonna.
Według danych na rok 1990 gminę zamieszkiwało 8030 osób, a gęstość zaludnienia wynosiła 496 osób/km² (wśród 3020 gmin regionu Midi-Pireneje Portet-sur-Garonne plasuje się na 35. miejscu pod względem liczby ludności, natomiast pod względem powierzchni na miejscu 711.).